# 文貞王后
文貞王后（정의왕후，?—1136年）王氏，是高丽王朝宗室辰韓侯王愉的女兒，也是高麗睿宗王俁的王后。
王氏被選入宮，睿宗死後薨居於永貞宮，仁宗七年（1127年）封貴妃，十六年（1136年）王氏去世，死後謚號文貞王后。

## 家族
- 父：辰韓侯王愉
- 夫：高麗睿宗王俁